# Jaguaretama
Jaguaretama é um município brasileiro do estado do Ceará.

## Etimologia
A palavra "Jaguaretama" é uma composição de yaguar = onça; e retama = a terra natal, a pátria, pretendendo significar lugar ou região de jaguar ou onça, em tupi.

## História
Os vestígios mais antigos da presença humana no atual município de Jaguaretama se encontram na bacia do rio Banabuiú. Trata-se de diversos instrumentos de pedra, como raspadores, percutores, núcleos e almofarizes, os quais eram utilizados para diversas funções, como caça de animais e preparo de alimentos. Batizado de Santa Clara, esse local foi registrado como sítio arqueológico em 2015. Assim como outras evidências encontradas em Morada Nova e Jaguaribara, essas antigas ferramentas líticas – produzidas geralmente em quartzo e arenito silicificado – são testemunhos das primeiras ocupações do sertão cearense, embora não tenha sido possível datá-las de forma precisa até o presente momento. Da mesma forma, gravuras rupestres em lajedos e matacões de granito da região, sempre próximos aos rios Banabuiú e Jaguaribe, também já foram identificados em Jaguaribara e Morada Nova.
Segundo alguns pesquisadores, a região do Médio Jaguaribe era habitada por diversos grupos indígenas quando da chegada dos primeiros colonizadores europeus, como os Paiacus, Icozinhos e Jaguaribaras. Contudo, a presença dos Paiacus na região parece ter sido predominante entre os séculos XVII e XVIII, sendo certamente os que empreenderam maior resistência aos colonizadores, envolvendo-se nos principais conflitos ocorridos na capitania. Pressionados pela expansão gradual europeia sobre seus territórios entre os rios Jaguaribe e Banabuiú, os Paiacus ainda assim representaram um obstáculo sério ao comércio entre o Ceará e as outras Capitanias do Nordeste Oriental.
Esses conflitos com a população indígena local foram bastante frequentes durante os séculos XVII e XVIII, tendo em vista o papel central que o rio Jaguaribe teve no processo de colonização do Ceará, bem como na expansão da pecuária no sertão. Ocorrida a partir de 1683 e estendendo-se até o início do século XVIII, a chamada “Guerra dos Bárbaros” é um exemplo bastante representativo desse momento da história do sertão, quando Paiacus, Cariris, Janduís, Tremembés, Jenipapos e diversos outros povos indígenas se uniram para impedir a chegada de colonos portugueses na região. Bastante violenta, essa guerra causou a destruição de muitos desses grupos, sendo inclusive convocados bandeirantes paulistas para a supressão dos indígenas, como Domingos Jorge Velho e Manuel Alves de Morais Navarro. Ainda no âmbito desses conflitos, em 1699, o citado bandeirante Manuel Navarro comandou o “massacre do Jaguaribe” que culminou na morte de cerca de quatrocentos Paiacus e o aprisionamento de outros trezentos. Segundo alguns autores, esse ataque aos Paiacus teria sido visto como cruel mesmo pela administração colonial da época, resultando na prisão do bandeirante.
Por outro lado, os relatos escritos produzidos pelos primeiros colonos europeus na região descrevem de forma genérica a população ameríndia, o que limita consideravelmente o conhecimento atual sobre os costumes e cultura dos Paiacus e outros grupos indígenas. Dessa forma, não é possível saber em qual idioma se comunicavam, ou sua relação com troncos linguísticos como o Tupi-Guarani, Macro-Jê e Cariri. Sabe-se, contudo, que eram agricultores e produtores de cerâmica, sendo que suas aldeias certamente não distavam muito dos cursos d’água regionais. Ainda assim, também é possível que a aplicação de termos como “Paiacus”, “Potiguaras” e “Tremembés” não traduza totalmente a complexidade étnica desses primeiros habitantes, provavelmente agrupando diversos grupos em uma só denominação.
O processo de colonização do Médio Jaguaribe, assim como em outras regiões da então capitania do Siará, também foi marcado pela catequização de indígenas, bem como pela criação de diversos aldeamentos. Originalmente criados como forma de “amansar” a população ameríndia local, adaptando-os à cultura europeia e às necessidades produtivas da colônia, esses aldeamentos muitas vezes deram origem aos municípios e distritos atuais do sertão cearense. A partir desse processo paulatino de ocupação da região, sempre seguindo os cursos d’água existentes, surgiram fazendas de criação de gado vacum e cavalar, dando posteriormente origem a localidades como a atual Jaguaretama.
O primeiro povoamento colonial na área do atual município de Jaguaretama, de acordo com alguns autores, se chamava Oriabebú. Segundo as fontes históricas disponíveis, o povoado tornou-se uma freguesia em 1784, sendo batizada de Nossa Senhora da Conceição e criada a partir de um território desmembrado do Curato de Icó, às margens do Riacho do Sangue. Anteriormente conhecido como Riacho das Pedras, esse rio teria adquirido esse nome devido aos confrontos mortais entre moradores do entorno, os quais teriam tingido suas águas de sangue. As hipóteses sobre qual conflito de fato teria ocorrido são várias, todavia: uma carnificina ocorrida entre os índios defensores de Monte e Feitosa, famílias tradicionais do interior do Ceará; um combate entre indígenas genericamente chamados de “Tapuias” e a Bandeira de Matias Cardoso, no começo do século XVIII; ou mesmo uma briga motivada pela divisão das sesmarias locais.
De acordo com o Monsenhor Affonso Pequeno, que visitou a freguesia de Nossa Senhora da Conceição em 1805, esta já contava com quatro capelas, todas construídas por intermédio dos moradores. Uma delas, consagrada à Nossa Senhora da Conceição, “fundada em lugar alto por Antonio de Oliveira Sylva e sua mulher Eugenia Maria Maciel”, servia como matriz. As outras três capelas (São Gonçalo de Amarante, Nossa Senhora das Candeias e Santo Antônio de Pádua) foram erigidas em outras localidades da mesma freguesia. Relativo à esse processo de ocupação sertaneja do território da atual Jaguaretama, há pelo menos um sítio arqueológico conhecido, localizado a cerca de três quilômetros da margem direita do rio Banabuiú. Registrado em 2015 junto ao IPHAN, o sítio Laranjeiras se trata de restos arruinados de uma casa, provavelmente habitada entre os séculos XIX e XX.
A história do município de Jaguaretama também se manifesta através de seu patrimônio imaterial e material, tombados ou registrados em escala federal e/ou estadual. A Literatura de Cordel, manifestação cultural bastante difundida em toda a Região Nordeste, foi registrada em 2018 como patrimônio cultural brasileiro, assim como o Teatro de Bonecos Popular do Nordeste – registrada em 2015]. Por outro lado, segue em processo de instrução para registro pelo IPHAN as Matrizes do Forró, os Cocos do Nordeste e o Repente.

## Formação Administrativa
Já durante o período imperial brasileiro, em 6 de maio de 1833, a freguesia é elevada à categoria de vila através de uma Resolução do Conselho Provincial. Nessa época, a vila de Riacho do Sangue servia como sede do município de Jaguaribe, embora esta tenha sido posteriormente transferida para Cachoeira (atual município de Solonópole) em 1º de agosto de 1850. Quinze anos depois, pela Lei Provincial n.° 1179, a vila foi elevada à categoria de município, sendo rebatizada como Riachuelo. Esse primeiro momento de emancipação durou pouco, porém. Em 1873, através da Lei Municipal n° 1567, a vila de Riachuelo foi transformada em distrito do município de Cachoeira.
As decisões legais em favor da emancipação e extinção do município se manteve por toda a segunda metade do século XIX e início do século XX, contudo. Em 1879, o distrito foi novamente transformado em município, agora sob o nome de Riacho do Sangue, situação que se manteve até 1920, quando a Lei Estadual n.° 1794, quando seu território foi anexado à Jaguaribe-Mirim (atual município de Jaguaribe). Entre 1926 e 1931, Riacho do Sangue foi administrado mais uma vez como um município autônomo, sendo mais uma vez tornado um distrito de Jaguaribe-Mirim no fim daquele ano. Em 1935, Riacho do Sangue torna-se novamente um município, sendo dividido em 4 distritos – segundo as divisões territoriais de 1936 e 1937 – : Riacho do Sangue, Poço Comprido, Santa Rosa e Torrões.
Em 1938, o município teve seu nome alterado para Frade, segundo o Decreto Estadual n° 448 daquele ano. De acordo com a tradição popular, o nome tem origem na decisão de um rico e conhecido fazendeiro em se internar em um claustro da região, abandonando suas terras e riquezas. Em 1956, o topônimo Frade cedeu lugar ao de Jaguaretama pela lei nº 3.155 de 8 de maio.

## Geografia
Em fins da década de 1990, teve início a construção do Açude Público Padre Cícero, conhecido popularmente como Açude Castanhão. Considerado o maior reservatório de água doce do estado do Ceará, bem como a barragem de maior capacidade de armazenamento de águas da América Latina, esse açude abarca parcialmente o município de Jaguaretama, assim como os municípios de Jaguaribara, Alto Santo e Jaguaribe. À nordeste dos limites territoriais de Jaguaretama, junto à divisa com o município de Banabuiú, há também outro grande açude, também chamado Banabuiú. Parte dos esforços de construção de açudes pelo Departamento Nacional de Obras contra a Seca (DNOCS) por todo o território cearense, esse reservatório foi concluído em 1966.

## Educação
Jaguaretama integra a 11ª Coordenadoria Regional de Desenvolvimento da Educação (CREDE 11 Jaguaribe), tendo como escolas de ensino médio: a EEM Instituto Imaculada Conceição e EEM Padre José Augusto Régis Alves.

## Saúde
Os serviços de saúde de Jaguaretama são prestados no Hospital e Maternidade Adolfo Bezerra de Menezes e nos Postos de Saúde da Família (PSF).
Além disso, o Município integra o Consórcio Público de Saúde da Microrregião de Russas (CPSMR) e a 9ª Coordenadoria Regional de Saúde, ambas com sede em Russas.

## Filhos ilustres
- Ana Cláudia Lemos da Silva, velocista e medalhista dos Jogos Pan-Americanos de 2011
- Manuel Soares Bezerra foi um jurista, escritor, político, jornalista e um grande defensor do catolicismo no Brasil.
- José Ernanne Pinheiro padre e escritor.
- Adolfo Bezerra de Menezes Cavalcanti, médico, militar, escritor, jornalista, político e grande expoente da Doutrina Espírita no Brasil.